# Сенечев
Сенечев (укр. Сенечів) — село в Выгодской поселковой общине Калушского района Ивано-Франковской области Украины.
Население по переписи 2001 года составляло 1031 человек. Занимает площадь 67,02 км². Почтовый индекс — 77564. Телефонный код — 3477.